# ویلکوا-هاسلوا
شهر ویلکوا-هاسلوا (به آلمانی: Wilkau-Haßlau) در ایالت زاکسن در کشور آلمان واقع شده‌است.